# 切希爾 (麻薩諸塞州普查規定居民點)
切希爾（英語：Cheshire）是位於美國麻薩諸塞州伯克夏縣的一個普查規定居民點。

## 人口
根據2020年美國人口普查的數據，切希爾的面積為0.99平方千米，當中陸地面積為0.99平方千米，而水域面積為0.00平方千米。當地共有人口545人，而人口密度為每平方千米550.51人。